# Dorgali
Dorgali är en ort och kommun i provinsen Nuoro i regionen Sardinien i sydvästra Italien. Kommunen hade 8 596 invånare (2017).